# Heute spielen wir den Boß – Wo geht’s denn hier zum Film?
Heute spielen wir den Boß – Wo geht’s denn hier zum Film? (en alemany Avui interpretem al cap: on veurem la pel·lícula?) és una pel·lícula de comèdia alemanya dirigida per Peer Raben amb Kurt Raab i Peter Kern de 1981.

## Argument
Konrad Reichenstein i Fritz Paulig tenen una cosa en comú: el seu gran amor pel cinema. Somien amb posar-se en el punt de mira algun dia. Perquè són extres, mai tenen l'oportunitat de convertir-se en estrelles. Reichenstein, el boig i tanmateix d'alguna manera simpàtic, s'endinsa en els papers de pel·lícules somiats i construeix el seu món il·lusori on es converteix en un personatge retratat, de manera que aviat ja no pot distingir la seva identitat real del paper. Per a ell, la vida és una pel·lícula i, per descomptat, no tenia la intenció de fer-hi més que protagonitzar-la-hi. Paulig, en canvi, un tipus lent, maldestre, amb bones maneres però amb qualitats estranyes, només s'assembla l'antípoda Reichenstein en la seva fascinació per la indústria del cel·luloide. Malgrat els constants contratemps, no han renunciat al seu somni d'estar una vegada al centre de l'esdeveniment cinematogràfic. Amb els anys, cadascun d'ells ha desenvolupat les seves pròpies peculiaritats . Reichenstein camina amb disfresses que canvien diàriament, de vegades com a personalitat històrica, de vegades com a figura de fantasia. En aquests moments, es converteix en el personatge retratat. Paulig conrea un culte als diaris, als marges dels quals fa notes per tot arreu, i que després guarda amb cura a la seva petita cambra, que sempre guarda amb clau. Paulig és força desordenat. Reichenstein és tot el contrari: un pedant i fanàtic de l'ordre.
Un dia, de camí cap a una producció cinematogràfica, en Paulig coneix a l'autobús la secretària Rita Kaiser. Ja porta la seva disfressa per a una entrevista: s'ha de fer un "cadàver amb esmòquing". La Rita, que no és massa brillant, es pensa que és un bon senyor de l'alta societat i comença a mostrar interès. Li lliura a la Rita una targeta de visita de l'agència d'artistes, que està totalment especialitzada en el càsting d'extres. Paulig diu que la rossa hauria de presentar-s'hi, potser la podrien ajudar. De fet, la Rita deixa la seva feina i té intenció d'anar al cinema. Allà també coneix Reichenstein, tots dos contractats per a la pel·lícula en què Paulig "interpretarà" el mort. La Rita es fa amiga de Reichenstein, que la porta a casa on torna a veure en Paulig. Els dos es prometen la primera nit. La Rita s'instal·la a l'apartament dels dos homes.
La Rita i el Fritz volen casar-se aviat: Reichenstein, Paulig i els altres extres troben l'oportunitat ideal per fer una pel·lícula sobre això i aquesta vegada ser-ne ells mateixos el cap. Però la mare de la Rita, una empresària dura i desconfiada, es torna sospitosa quan s'assabenta del seu matrimoni amb un suposadament influent "productor de cinema" i arriba immediatament. El pla atrevit de Paulig i Reichenstein és la realització cinematogràfica d'un casament de somni. Plens de satisfacció, tots els figurants es fan càrrec de les funcions dels treballadors de la producció. Finalment, els senyors de segona i tercera fila queden en primer pla! Tan bon punt arriba la Sra. Kaiser, s'interpreta com el món il·lusori perfecte d'una companyia en flor. L'endemà, el casament de la Rita i el Paulig se celebra en un apartament de luxe, però un traïdor porta a un final brusc. Tanmateix, la mare de la Rita està emocionada i creu en la felicitat de la seva filla amb els dissortats. Finalment, la policia es presenta a l'estació de tren on la mare és traslladada de camí a casa. El director de la nova pel·lícula real també està amb ells. Perquè tot l'esdeveniment és una pel·lícula en una pel·lícula, que aviat hauria de catapultar els tres a la primera fila del repartiment.

## Repartiment
- Peter Kern: Fritz Paulig
- Kurt Raab: Konrad Reichenstein
- Dolly Dollar: Rita Kaiser
- Rosel Zech: Senyora Kaiser, la seva mare
- Benno Hoffmann Gmeineder
- Thomas Mayr-Kroiss: Alexander von Freiligrath, el mico
- Volker Spengler: Manfred Dietrich
- Nino Korda: Inici
- Dieter Schidor: Rothe
- Harry Baer: Gierke
- Irm Hermann: Sra Müller-Eggers
- Toni Netzle: Sra. Schwab
- Margot Mahler: Anita
- Barbara Valentin: Tanya
- Rosl Mayr: Senyora Gschwendtner
- Günther Kaufmann: policia
- Martin Sperr: Stingl
- Peter Chatel: metge alienígena
- Gusti Kreissl: senyora del vàter
- Werner Dahms: Danielowitsch, director de la unitat
- Bernd Helfrich: Leineweber, tècnic d'il·luminació
- Robert Scheibengraber: Knechtle, càmera
- Helmut Alimonta: Eberl, escenari
- Karl Scheydt: Dörfler, assistent de càmera
- Olga von Togni: Sra. Culmann, secretària de producció
- Photios Marmarelis: Ahmed
- Margit Symo: Sra. Rendrum
- Gunnar Petersen: per Hagemann
- Josef Moosholzer: Guardià
- Gabriel Wild: Guardià
- Ingrid Caven: cantant
- Elisabeth Welz: recepcionista
- Friedrich Steinhauer: cantant d'església